# Héctor Espasandín
Espasandín  Rama est un nom espagnol. Le premier nom de famille, en général paternel, est Espasandín ; le second, en général maternel, souvent omis, est Rama.
Héctor Espasandín Rama, né le 11 mars 1985 à Culleredo en Galice, est un coureur cycliste espagnol.

## Biographie
Héctor Espasandín commence le cyclisme à l'âge de 14 ans.
Il passe professionnel en 2009 au sein de l'équipe Xacobeo Galicia ,.

## Palmarès
- 2006
  - Gran Premio San Bartolomé
  - 3e de la Leintz Bailarari Itzulia
- 2007
  - 7e étape du Tour de Madère
  - Mémorial Avelino Camacho (es)
- 2008
  - Leintz Bailarari Itzulia
  - 2e du Xanisteban Saria
  - 2e du Tour du Goierri